# 杵屋勘五郎
杵屋 勘五郎（きねや かんごろう）は、長唄三味線方の名跡。近世初期以来のもので6代を数える。長唄杵屋姓の祖。

## 初代
（天正2年（1574年）? - 寛永20年9月11日（1643年10月23日））
歌舞伎の初代中村（猿若）勘三郎の兄といわれており、17世紀前半に上方から江戸に下り兄の脇師を勤める傍ら『猿若舞』の振付けをするなど『猿若』狂言で活躍した。

## 2代目
（元和5年（1619年）? - 元禄12年10月21日（1699年12月11日））
2代目杵屋六左衛門の実子。別名、初代杵屋喜三郎。狂言師から転身。
数曲の作曲を残す。

## 3代目
（文化12年（1815年） - 1877年8月7日）
生年は諸説あり1823年とも。10代目杵屋六左衛門の妻の兄の子で後に養子。1829年の顔見世番付に初代杵屋栄蔵、1843年に中村座で立三味線、翌年の1844年11月に中村座で5代目杵屋三郎助を襲名し以降同座の囃子頭となる、文久元年（1861年）11月3日に11代目六左衛門、慶応4年（1868年）義弟に六左衛門と囃子頭の地位を譲り3代目勘五郎となる。一方義理の弟文左衛門からは大薩摩節の12代目の家元を譲り受け大薩摩絃太夫藤原直光浄空を名乗った。また稀音家照海の名も名乗った。音曲の故事研究家でもあり、『大薩摩杵屋系図』『大倭三絃甲乙図』などを著した。作曲に「紀州道成寺」「土蜘」「綱館」「橋弁慶」などがある。植木店から下谷根岸を住まいを移したことから「根岸の勘五郎」と称された。没年月日は8月5日とも。
正式な大薩摩家元名は十二世大薩摩絃太夫藤原直光浄空。従五位下杵太夫平正則を拝受。別号を稀音家照海、風見庵。俳号は絃中庵吐一。著作は上記の外「囃子系図」「中村座囃子日記」「露の転文」がある。墓地は谷中墓地甲9号1側6にあり、山岡鉄舟書銘で「中村勘五郎墳墓」とある。伝承されている曲⇒神園千代寿。四季花里。紅葉詣。枕慈童。紀州道成寺。（外に秘曲道成寺がある）。喜。四季山姥。竹生島。土蜘（上中下）。王子みやげ。三曲松竹梅。福の神。日本七福神。
新小鍛冶（根岸小鍛冶）。見月。月下の鶴。羅生門。綱館。七騎落。朝比奈。橋弁慶。安宅新関（安宅勧進帳）。今様松廼寿。大望月。
宮比御神楽。朝顔。　　（稀音家義丸補足）
墓所は谷中霊園。

## 4代目
初代稀音家浄観の前名。

## 5代目
（1875年4月14日 - 1917年3月24日）本名は石原広吉。
東京の生まれ、12代目杵屋六左衛門の次男。最初は商人にさせようとしたがあまりにも技量がすばらしくこの世界に入れた。初名を2代目杵屋栄蔵。1902年11代目（13とも）杵屋喜三郎から1902年に5代目勘五郎となる。兄に13代目杵屋六左衛門があり、ともに歌舞伎長唄で活躍。作曲に「里廼四季」「新曲浦島」「島の千歳」「多摩川」がある。技量は兄を勝るものがあったが病魔に冒されて程なく没した。
娘の杵屋響泉は105歳でCDデビューしている。2024年10月に109歳で第73回神奈川文化賞受賞。2024年11月に110歳を迎えた。

## 6代目

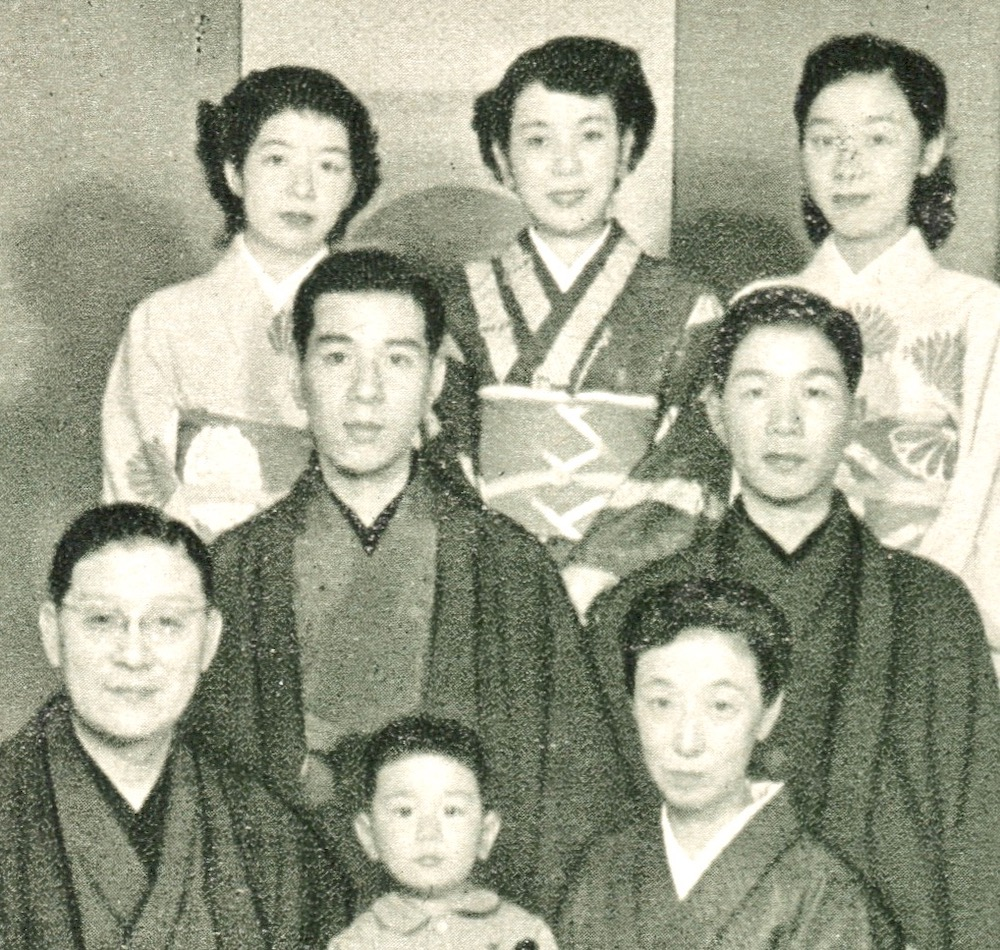
1953年の杵屋家家族写真。
前列左から：14代目杵屋六左衛門、喜三郎の息子 宏幸、六左衛門夫人 田鶴
中列左から：15代目杵屋喜三郎、6代目杵屋勘五郎
後列左から：六左衛門の娘 千恵子、喜三郎夫人 伸枝、六左衛門の娘 定子

（1925年10月19日 - 2021年3月24日）本名は杵家安八郎。
東京麹町の生まれ。父は14代目杵屋六左衛門、兄に15代目杵屋喜三郎がいる。永田町小学校、東京音楽学校卒業。父や山田抄太郎に師事。1942年に6代目勘五郎を襲名。三味線音楽の普及活動を行う杵屋会を結成した。長唄矢乃音会主宰。1997年（平成9年）に二世杵屋寒玉を襲名した。
作曲には「恋といふ」「二人静」「白子屋駒子」がある。
主な受賞として、1988年と1989年に文化庁芸術祭賞、1991年と1992年に芸術選奨文部大臣賞、1993年に紫綬褒章。

## 7代目
（1955年1月21日 - ）本名は杵家弘和。 
6代目杵屋勘五郎（2世寒玉）の長男として生まれる。 1968年（昭和43年）5世勘五郎の幼名「廣吉」を継ぎ、舞台活動を開始。 
1974年（昭和49年）皇居桃華楽堂における「重要無形文化財保持者による邦楽演奏会」にて祖父14世杵屋六左衛門（人間国宝）、父2世寒玉と香淳皇后御前で演奏。 
父2世杵屋寒玉と「矢乃音会」「綾音会」等を主催。
1985年（昭和60年）・1989年（平成元年）「杵屋勘五郎・廣吉親子会」にて文化庁芸術祭賞受賞。
1992年（平成4年）「杵屋勘五郎・廣吉親子会　杵屋廣吉リサイタル」にて文化庁芸術祭賞受賞。
1997年（平成9年）12月、長唄宗家派家元7世杵屋勘五郎襲名。翌3月、国立劇場にて親子三代の襲名披露会を催す。